# استان ال سیبو
استان ال سیبو (به لاتین: El Seibo Province) یک استان در جمهوری دومینیکن است.
مساحت این استان ۱٬۷۸۶٫۸۰ کیلومتر مربع و جمعیت آن در سال ۲۰۱۴ میلادی ۱۱۰٬۲۱۲ نفر می‌باشد.